# Pseudosaltator
Pseudosaltator  is een  monotypisch geslacht  dat in 2016 uit de familie de Kardinaalachtigen is afgesplitst en toegevoegd aan de familie Tangaren. De enige soort is:
- Pseudosaltator rufiventris  – Roodbuikbergtangare